# 10 złotych wzór 1984
10 złotych wzór 1984 – moneta dziesięciozłotowa, wprowadzona do obiegu 6 grudnia 1984 r. zarządzeniem Ministra Finansów z 15 listopada 1984 r. (M.P. z 1984 r. nr 26, poz. 178), wycofana z dniem denominacji z 1 stycznia 1995 roku, rozporządzeniem prezesa Narodowego Banku Polskiego z dnia 18 listopada 1994 (M.P. z 1994 r. nr 61, poz. 541).
Monetę bito w latach 1984–1988.

## Awers
W centralnym punkcie umieszczono godło – orła bez korony, poniżej rok bicia, pod łapą orła znak mennicy w Warszawie, dookoła napis „POLSKA RZECZPOSPOLITA LUDOWA”.

## Rewers
Na tej stronie monety znajduje się napis „10 ZŁOTYCH”.

## Nakład
Mennica Państwowa biła monetę w miedzioniklu MN25 na krążku o średnicy 25 mm, masie 7,7 grama, z rantem ząbkowanym. Projektantami byli:
- Stanisława Wątróbska-Frindt (awers) oraz
- Ewa Tyc-Karpińska (rewers).

Nakłady monety w poszczególnych latach przedstawiały się następująco:
| Rocznik         | Nakład (sztuk) | Uwagi                                                           |
| --------------- | -------------- | --------------------------------------------------------------- |
| 10 złotych 1984 | 15 755 600     | w tym roczniku bito również 10 złotych wzór 1975 Bolesław Prus  |
| 10 złotych 1985 | 5 281 800      |                                                                 |
| 10 złotych 1986 | 31 043 000     | istnieją monety wybite stemplem lustrzanym1 (nakład 5000 sztuk) |
| 10 złotych 1987 | 69 635 655     | istnieją monety wybite stemplem lustrzanym (nakład 5000 sztuk)  |
| 10 złotych 1988 | 102 493 200    | istnieją monety wybite stemplem lustrzanym (nakład 5000 sztuk)  |

gdzie: 1 – bicia roczników stemplem lustrzanym wykonano w Mennicy Państwowej na początku lat 90. XX w. w ramach emisji zestawów rocznikowych monet PRL z lat 1979, 1980, 1981, 1982, 1986, 1987, 1988, 1989, 1990

## Opis
Średnica i masa monety są takie same jak dla obydwu dziesięciozłotówek wzoru 1975 z Adamem Mickiewiczem oraz z Bolesławem Prusem.
Dziesięciozłotówka została zastąpiona monetą 10 złotych wzór 1989, w przypadku której ikonografia awersu i rewersu była identyczna, natomiast zmieniono materiał oraz zredukowano średnicę i masę.
Ikonograficznie rewers monety w swojej stylizacji nawiązuje do dwudziestozłotówek wzór 1984 i 1989, jak również do pięćdziesięciozłotówki 1990 i stuzłotówki 1990.

## Wersje próbne
Istnieje wersja tej monety należąca do serii próbnej w niklu (1984), z wypukłym napisem „PRÓBA”, wybita w nakładzie 500 sztuk oraz wersja próbna technologiczna w aluminium (1988), bez napisu „PRÓBA”.